# Chapelle des Pénitents bleus de La Ciotat
La chapelle des Pénitents bleus est une chapelle désaffectée située à La Ciotat, dans le département des Bouches-du-Rhône, en France. Elle fait l’objet d’un classement au titre des monuments historiques depuis le 31 mars 1992.

## Histoire
La chapelle est construite pour les pénitents bleus (société pieuse d'entraide charitable) en 1626 et réaménagée en 1645 et en 1693.
Désaffectée au culte, des expositions y sont organisées à partir de 1990, notamment celles de peintres (Laurent Xavier Cabrol, Gilbert Ganteaume, André Guenoun, Louis Olive, Marius Rech) et sculpteurs (Roselyne Conil) ciotadens, ainsi que d'artistes nationaux (Jean-Pierre Ancel, Jean Bertholle, Georges Braque, Elvire Jan, Ferdinand Springer, Hamid Tibouchi) et internationaux (Assumpcio Oristrell, Kjell Pahr-Iversen).